# Game.com
game.com（ゲーム・コム）は、米国で1997年9月にTiger Electronics社から発売された携帯型ゲーム機。なお、正しい読み方は「ゲーム・ドット・コム」ではなく「ゲーム・コム」である。

## 概要
タッチスクリーンとスタイラスを標準搭載してカレンダー、電話帳等ソフトウェアキーボード利用のPDA的な使い方ができ、2つ搭載されたカートリッジスロットの片方をモデムと接続することでインターネットに接続できるなど、当時としては多くの新しい機能を備えることで、任天堂のゲームボーイよりも高年齢層をターゲットとし、差別化を図っていた。また、Tiger Electronics社はResident Evil2（海外版バイオハザード2）やSonic Jamなど有名タイトルのライセンスを獲得しリリース。又、そのパテントを利用して下位LSI携帯型ハードである「R-zone」でも一部タイトルをゲーム性を変えつつリリースしている。
しかし、約20種程度という不十分なタイトル数、ハードスペック相応である3D→2D化等によるダウングレード移植のゲームトレンドに乗れない低品質なタイトルラインナップ、マーケティング不足などにより、売上は低迷した。巻き返しを図るために、カートリッジスロットを1つに減らして小型化、液晶を改良するなどした新型の「game.com Pocket Pro」が発売されたが、2000年に発売中止となった。ゲームニュースサイトのGamePro.comの発表した「最も売れなかった携帯ゲーム機ランキング」では第3位に選ばれている。
本格的にタッチスクリーンを採用した携帯ゲーム機は任天堂が2004年に発売する「ニンテンドーDS」が登場するまで4年間、途絶える事となる。

## ソフトウェア
- Batman and Robin

同名映画からのアクションゲームのマルチプラットホーム展開作品。
- Centipede

アタリのムカデ退治アクションシューティング。
- Duke Nukem 3D

同名PCゲームの移植作。
- Fighters Megamix

セガの同名タイトルの2D化移植作品。
- Frogger

コナミの同名アーケード作品の移植。
- Henry
- Indy 500

セガの同名アーケードゲームタイトルの2D移植化作品。同ハード唯一のレースゲームとなる。
- Jeopardy!

同名のゲーム番組が題材。北米ではゲーム版も人気シリーズである。
- Lights Out

本体にバンドル、ソフト単体の販売は無し
- The Lost World: Jurassic Park

セガの同名映画からのゲーム化。大型筐体ガンシューティング作品からの移植
- Monopoly
- Mortal Kombat Trilogy

移植に関してはウィリアムスが北米でマルチプラットホーム展開とした同名アーケード移植格闘アクション。
- Quiz Wiz: Cyber Trivia
- Resident Evil 2
- Scrabble
- Sonic Jam
- Tiger Casino
- Wheel of Fortune

同名のゲーム番組が題材。『Jeopardy!』の姉妹番組にあたる。
- Wheel of Fortune 2

上記タイトルの続編
- Williams Arcade Classics

ウィリアムスが北米でマルチプラットホーム展開としたアーケードタイトルの詰め合わせ作品。
その他にインターネット接続用の周辺機器として『game.com Internet』と『Tiger Web Link』の2つカートリッジが発売されている。また、発売中止となったソフトが何本か存在し、全タイトルは含めると30本余りとなる。

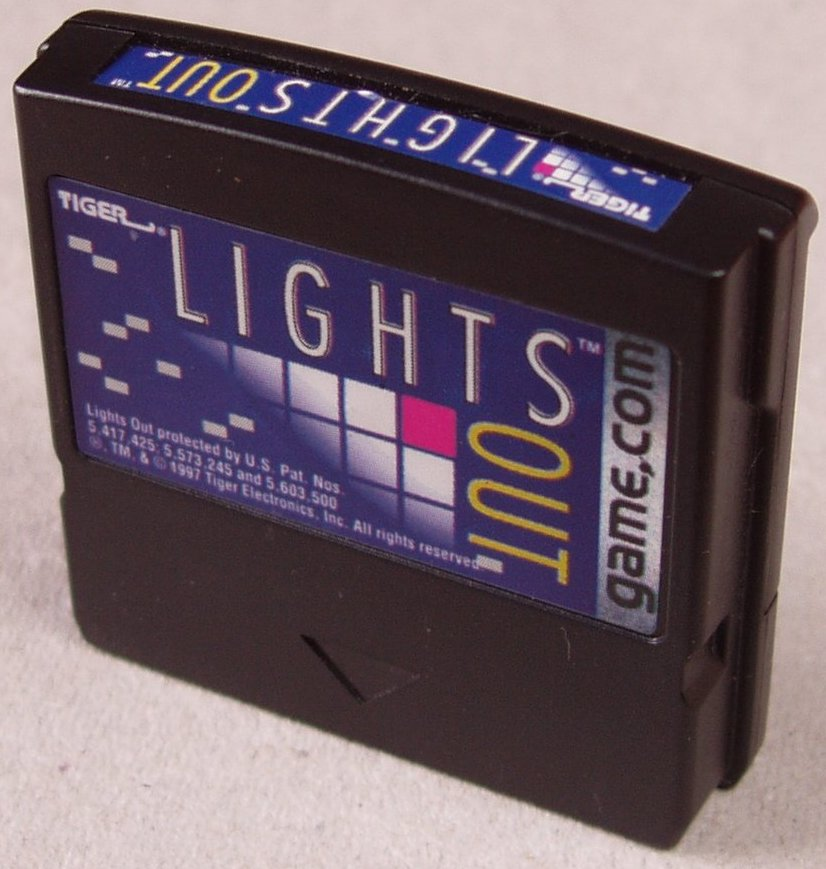
本体にバンドルされたライツアウト
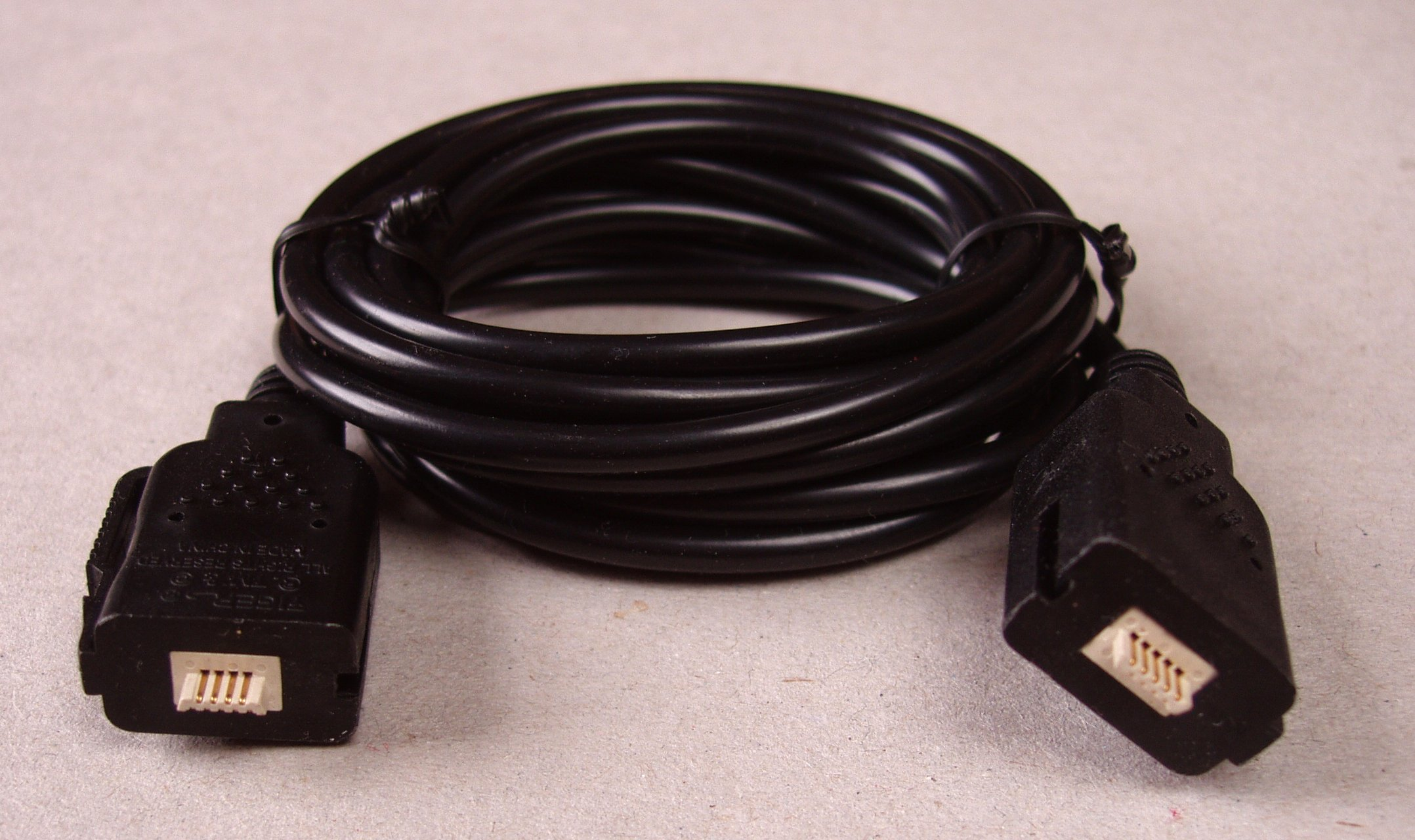
通信ケーブル
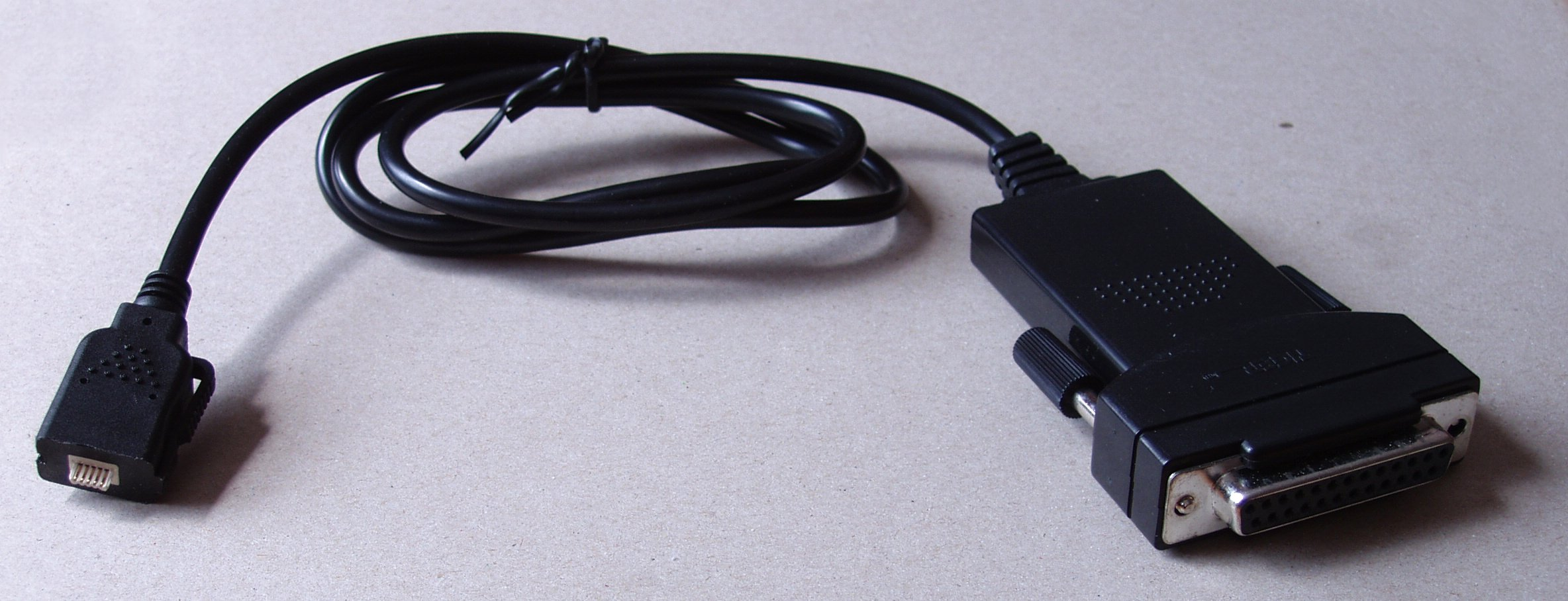
モデム接続ケーブル
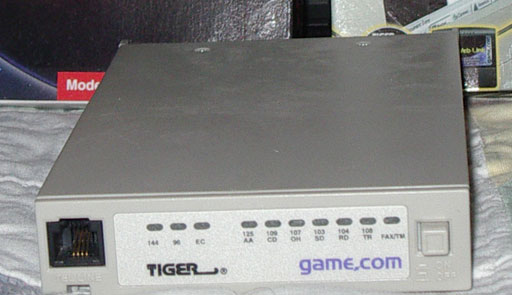
モデムとインターネットカートリッジ